# Plaza de la República (Ereván)
La plaza de la República de Ereván  (Anteriormente Plaza Lenini) (Armenia) - Hanrapetutyan Hraparak en armenio - se sitúa en la intersección entre las calles Amiryan, Abovian, Nalbandian y Tigran Mets. 
En el suelo central de la misma, hay dibujado en piedra un motivo que pretende imitar los diseños de las alfombras tradicionales armenias. La plaza tiene una ancha fuente en frente del edificio de la Galería Nacional Armenia y Museo de Historia de Armenia. Además, en la plaza también se encuentran -construidos en toba armenia- el Hotel Marriott, el Ministerio armenio de asuntos exteriores, la Oficina Central de Correos y algunos establecimientos comerciales.
Durante el periodo soviético, la plaza fue bautizada como Lenini hraparak (Plaza de Lenin), hasta 1990, una estatua de Lenin, cuyo pedestal construido por los arquitectos Levón Vartanov y Natalia Paremuzova recibió el premio estatal de la RSS de Armenia en 1970. El pedestal fue demolido en 1996 y la plaza fue rebautizada como "Plaza de la República".

## Galería

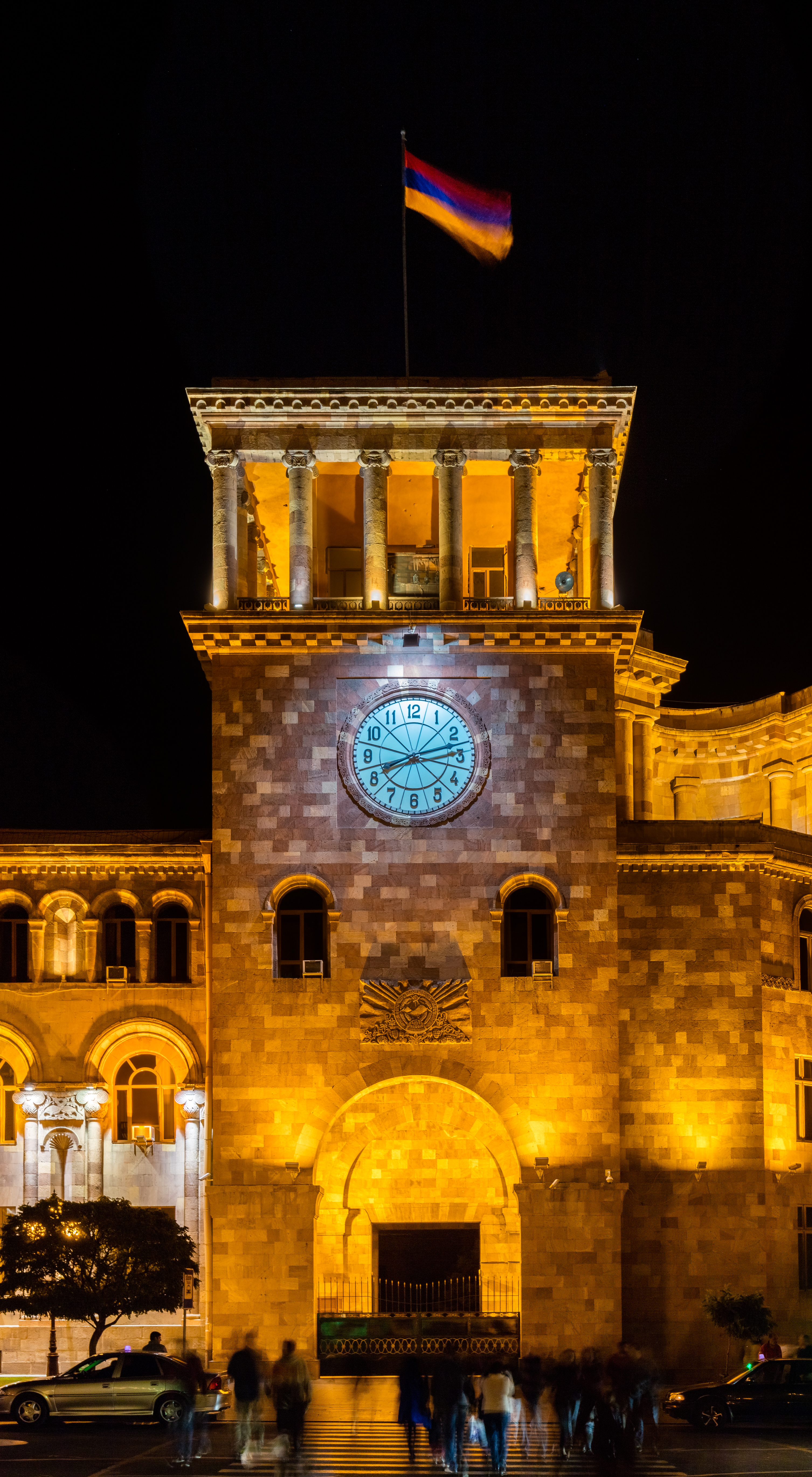
Torre del edificio del gobierno.
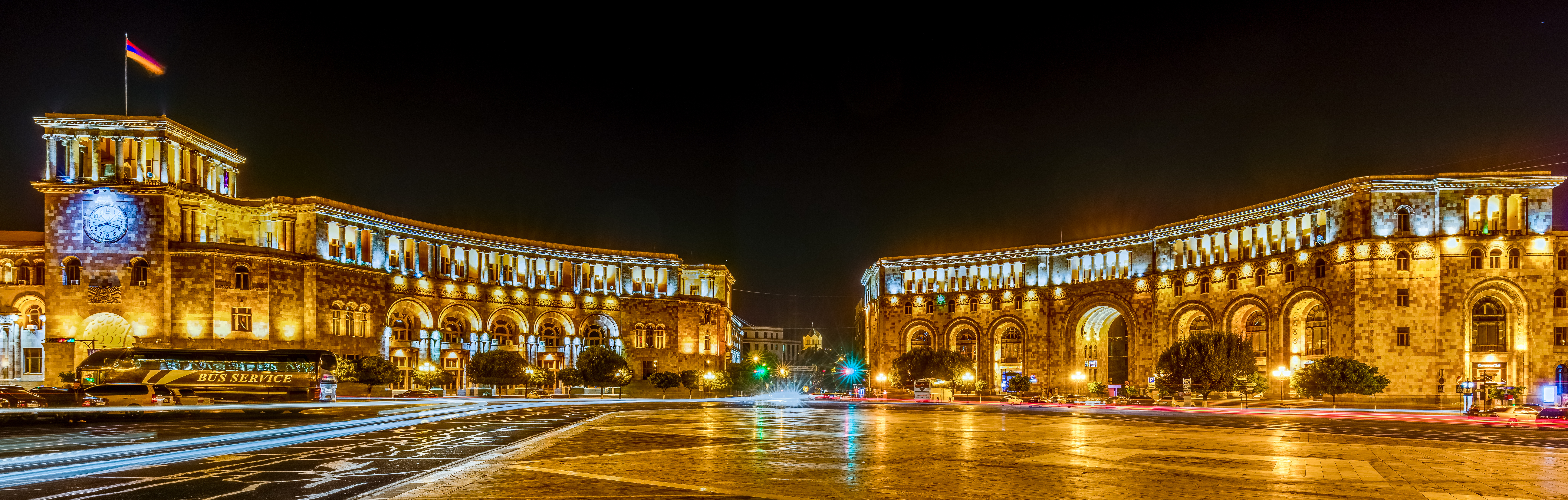
Vista nocturna (Edificio del gobierno a la izqda. y ministerio de Transporte y Comunicaciones a la dcha.).
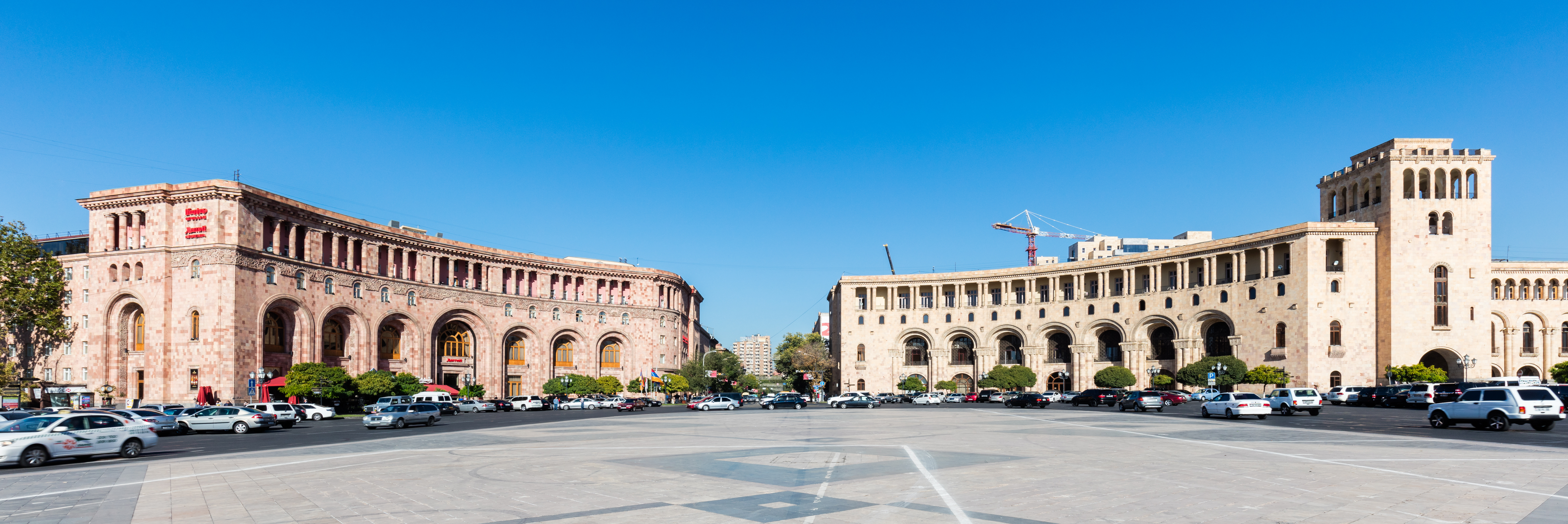
Vista diurna (hotel Marriot a la izqda. y un edificio gubernamental a la dcha.).
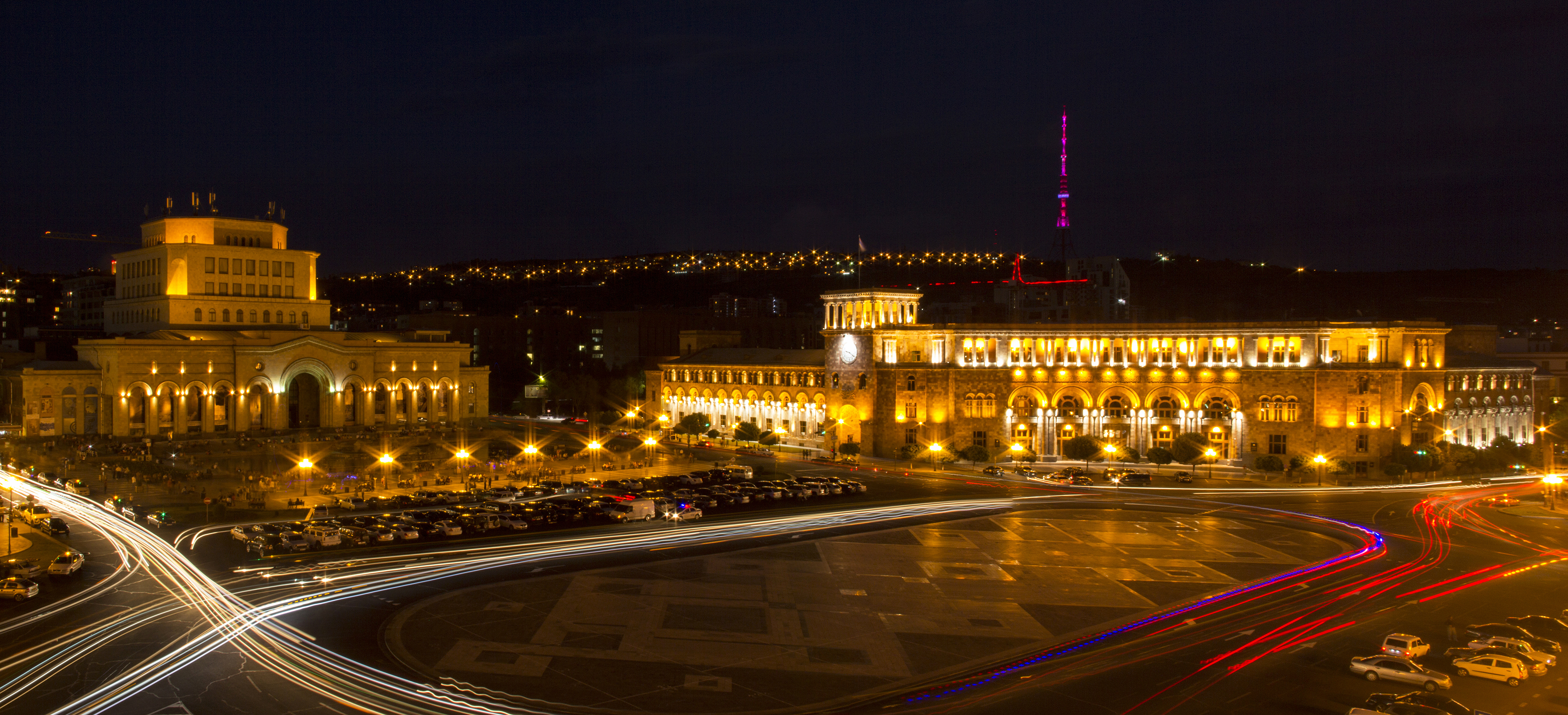
Plaza de la República por la noche